# Arnaud Rodrigues
Antônio Arnaud Rodrigues (Serra Talhada, 6 de dezembro de 1942 — Lajeado, 16 de fevereiro de 2010) foi um ator, cantor, compositor, roteirista, produtor, empresário e humorista brasileiro. Artista multifacetado, destacou-se em diferentes áreas do entretenimento, sobretudo no ramo da comédia.

## Biografia
Arnaud foi um dos grandes nomes da TV Tupi, tendo produzido e atuado em diversos shows da emissora, além de ter trazido vários artistas para a televisão, incluindo Dedé Santana.
Trabalhou nos programas de Chico Anysio na TV Globo e em vários outros programas humorísticos, tanto como ator quanto como redator. Na década de 1970 formou com Chico Anysio e o instrumentista Renato Piau o grupo musical Baiano & os Novos Caetanos, no qual interpretava o cantor Paulinho Cabeça de Profeta. A iniciativa rendeu quatro discos de estúdio, Bahiano & Os Novos Caetanos I e II, A volta e Sudameris, alavancando também a carreira de músico de Arnaud, que acabaria lançando mais alguns álbuns solo.
Em 1978, Arnaud Rodrigues gravou a faixa "A Carta de Pero Vaz de Caminha", integrada no disco Redescobrimento, o primeiro roots reggae gravado no Brasil.
Arnaud Rodrigues é também creditado como um dos precursores do rap brasileiro. A sua faixa "Melô do Tagarela", que foi lançada em compacto pela RCA em 1979 e cantada e falada por Luiz Carlos Miéle, sob uma sampleiada de Rapper's Delight, do grupo americano Sugarhill Gang, foi a primeira versão de um rap gravado no Brasil.
Na teledramaturgia teve alguns trabalhos marcantes, como o Cego Jeremias, cantor ambulante da versão de 1985 da novela Roque Santeiro, além do imigrante nordestino Soró, personagem ingênuo e bem-humorado criado pelo escritor Walter Negrão para a novela Pão Pão, Beijo Beijo. Soró fez tanto sucesso entre o público que Arnaud voltaria a interpretá-lo no filme Os Trapalhões e o Mágico de Oróz.
Na década de 1980 integrou o grupo de humoristas do programa A Praça é Nossa sob o comando do veterano Carlos Alberto de Nóbrega, onde interpretou personagens como "O Povo Brasileiro" (sempre pobre e cansado), o mulherengo "Coronel Totonho", e o cantor sertanejo "Chitãoró" (uma sátira à dupla sertaneja Chitãozinho e Xororó), no quadro "Chitãoró e Xorãozinho" onde atuava ao lado do comediante (e posteriormente diretor da Praça) Marcelo de Nóbrega.
Em 1999, após realizar dois shows na cidade de Palmas, decidiu se mudar com a família para o Tocantins, onde assumiu a função de dirigente do Palmas Futebol e Regatas. Em 2004 deixou a Praça para se dedicar a seus shows solo e ao futebol, mas em 2010 planejava seu retorno ao elenco do humorístico, além da produção de um programa de variedades em um canal de televisão Tocantins.

### Morte
No dia 16 de fevereiro de 2010, Arnaud estava com mais dez pessoas em um barco no lago da Usina de Lajeado, a 26 quilômetros de Palmas, quando, por volta das 17h30, a embarcação virou devido a uma forte chuva com ventania característica da região nessa época do ano. Nove ocupantes do barco (entre eles a esposa do humorista e dois de seus netos) foram resgatados por moradores da região, mas o corpo de Arnaud só seria encontrado pelos bombeiros horas mais tarde, enquanto o piloto do barco permanecia desaparecido. Apesar de saber nadar, o longo tempo de permanência na água, provavelmente tornou fatal o ocorrido.

## Carreira

### Televisão
| Ano         | Título                              | Personagem                                                                      | Emissora   |
| ----------- | ----------------------------------- | ------------------------------------------------------------------------------- | ---------- |
| 1971-1972   | Linguinha x Mr. Yes                 | Espião                                                                          | Rede Globo |
| 1973        | Chico City                          | Paulinho                                                                        | Rede Globo |
| 1975        | Azambuja & Cia (seriado)            | Bililico                                                                        | Rede Globo |
| 1982        | Lampião e Maria Bonita (minissérie) | Genésio (participação especial)                                                 | Rede Globo |
| 1983        | Pão Pão, Beijo Beijo (telenovela)   | Soró                                                                            | Rede Globo |
| 1983        | Bandidos da Falange (minissérie)    | Gaguinho                                                                        | Rede Globo |
| 1984        | Partido Alto (telenovela)           | Mr. Soul                                                                        | Rede Globo |
| 1985        | Roque Santeiro (telenovela)         | Cego Jeremias                                                                   | Rede Globo |
| 1987        | Expresso Brasil (telenovela)        | Cego Jeremias                                                                   | Rede Globo |
| 1991 - 2004 | A Praça É Nossa                     | Povo Brasileiro / Coronel Totonho / Chitãoró / Shop Centis / Mundinho o Mudinho | SBT        |
| 1999        | Ô Coitado!                          | Roberto Cabos (episódio: O Sequestro)                                           | SBT        |

### Cinema
| Ano  | Título                           | Personagem |
| ---- | -------------------------------- | ---------- |
| 1971 | O Doce Esporte do Sexo           |            |
| 1973 | Uma Nega Chamada Tereza          |            |
| 1984 | Os Trapalhões e o Mágico de Oróz | Soró       |
| 1984 | A Filha dos Trapalhões           | Zé Paraíba |

### Discografia
- 1970 - Sound & Pyla (LP)
- 1970 - Tilim - Trilha Sonora da Telenovela (LP)
- 1974 - Murituri (LP)
- 1974 - Baiano & Os Novos Caetanos volume 1 (LP)
- 1975 - Baiano & Os Novos Caetanos volume 2 (LP)
- 1976 - O Som do Paulinho (LP)
- 1977 - Cuca Fresca (LP)
- 1978 - Redescobrimento (LP)
- 1982 - Baiano & Os Novos Caetanos - A Volta (LP)
- 1985 - Sudamérica (LP)
- 1987 - Arnaud Rodrigues (LP)
- 1998 - Coronel Totonho - vol.2 (LP)